# Єнот Ракета (комікс)
«Єнот Ракета. Домашній арешт» (англ. «Rocket Raccoon: Grounded») — обмежена серія коміксів. Старт публікацій розпочався на початку 2017 році видавництвом Marvel і закінчився 5 випуском.
У листопаді 2018 року видавництво Fireclaw, яке вже є офіційним ліцензіатом Marvel, випустило збірку усіх випусків у форматі TPB українською, презентація якої відбулася на гучній події для поціновувачів ґіккультури Comic Con Ukraine.

## Сюжет
Єдиний представник свого виду, Ракета – мультипрофесіонал: пілот, професійний злодій, ентузіаст-конструктор, геніальний тактик, герой, який обрав служити добру у складі Вартових Галактики. До речі, він не єнот. У битві на Землі Вартові Галактики розтрощили свій корабель (який Ракета любив усією душею, частково за здатність полетіти з Землі). В усьому він звинувачує лідера Вартових, Пітера Квілла, та й решта були роздратовані через менш вагомі речі. Тож Вартові розійшлись кожен своєю дорогою…

## Видання
- У збірку входять №1-5 Rocket Raccoon Vol 3 (2017). 112 сторінок[1].